# 微笑圈
微笑圈是推进微笑北京主题活动的重要载体，“微笑圈”已被中国教育部、国家语委列入新汉语词语，“微笑圈”也是北京奥运十大流行语之一。
佩戴“微笑圈”的象征含义为：
- 红色：乐于助人
- 黄色：文明礼仪
- 黑色：诚实守信
- 蓝色：学习进取
- 绿色：保护环境

## 由来
2006年10月29日上午，在居庸关长城上，奥运五环的五种颜色布满了北关城楼两侧1.5公里长的城墙和城墙上面的烽火台。当天，奥运志愿“微笑圈”测试版在居庸关长城发布。
奥运五环的红、蓝、黄、绿、黑五种颜色被装点成一条流动的彩带，自居庸关长城北关东侧的烽火台向西绵延1.5公里。上午11点零5分，奥运志愿者“微笑圈”测试版在居庸关长城发布，5300名大学生志愿者以一场大规模的景观行为艺术，诠释了奥运志愿者对世界微笑的承诺。
2007年1月1凌晨，奥运志愿者“微笑圈”正式版发布仪式暨“我们在钟鼓楼传递微笑”大型主题宣传活动在北京钟鼓楼盛大举行。位于北京中轴线上、拥有700多年历史的钟鼓楼凭借高科技手段的彩色灯光秀点亮了京城的夜空，志愿者们的热情和北京人温暖的笑脸使得寒冷的夜晚暖意

## 参看
- 微笑北京